# رنتسو د فلیچه
رنزو د فلیس (ایتالیایی: Renzo De Felice; متولد ۸ آوریل ۱۹۲۹ – مرگ ۲۵ مه ۱۹۹۶)، مورخ ایتالیایی، متخصص در حوزه تاریخ فاشیسم و نویسنده کتاب ۴ جلدی زندگی‌نامه بنیتو موسولینی در شش هزار صفحه. او اقدامات بنیتو موسولینی حوزه داخلی ایتالیا را نوعی انقلاب، و سیاست خارجی آن در خلال سالهای ۱۸۶۱ تا ۱۹۲۲ را سیاستِ واقعی یا واقع‌گرایانه تلقی می‌کرد.

## زندگی‌نامه
رنزو د فلیس در منطقه ریتی، پادشاهی ایتالیا متولد شده و تاریخ را زیر نظر مورخان ایتالیایی فدریکو چابود و دیلو کانتیموری در دانشگاه ساپینزا رم فراگرفت. او در خلال تحصیل به عضویت حزب کمونیست ایتالیا درآمد. بعد از سرکوب انقلاب ۱۹۵۶ مجارستان توسط اتحاد جماهیر سوسیالیستی شوروی، رنزو د فلیس ازجمله ۱۰۱ روشنفکری بود که کمونیسم ایتالیا را به دلیل حمایت از شوروی مورد انتقاد قرار داد. فلیس در نهایت از حزب کمونیست ایتالیا جدا شده و به حزب سوسیالیست ایتالیا پیوست. در دانشگاه دانشگاه ساپینزا رم مشغول تدریس شد. با لیویا د روگیرو ازدواج کرد و در سن شصت و هفت سالگی در شهر رم ایتالیا از دنیا رفت.

## زندگی‌نامه موسولینی
رنزو د فلیس پیش از مرگ کار ویراش کتاب زندگی‌نامه بنیتو موسولینی پایان رسیده بود. او به عنوان یک یهودی لیبرال، جدا از مقاله‌های متعدد دربارهٔ فاشیزم و ژاکوبن، یکی از بنیانگذاران و ویراستارهای نشریه با نفوذ Storia Contemporanea در ایتالیا بود. علاقه رنزو د فلیس پدیده فاشیزم و بررسی این پدیده به عنوان یک جنبش و تفاوت آن با فاشیزم در قالب یک حکومت بود. او معتقد بود که ایدئولوژی فاشیزم در حالت جنبش، ریشه‌ای عمیق در عصر روشنگری داشته و آغاز آن نه به صورت قاطع، اما از ایفای نقش طبقات پایین شرکت‌کننده در یک انقلاب پرولتری ناشی می‌شود. اما فاشیزم در قالب یک حکومت، به‌طور مشخص در خصوص بنیتو موسولینی روبنای دیکتاتوری او بود که به اعتقاد رنزو د فلیس، نه به عنوان یک پدیده اهریمنی، بلکه باید به عنوان وضعیتی مطلوب به نمایش درمی‌آمد و درک این شرایط نیاز به تحقیق و درک علمی دارد. رنزو د فلیس فاشیسم ایتالیایی و نازیسم آلمانی را هم‌معنی نمی‌دانست. این دیدگاه او باعث شده بود که برخی وی را به حمایت از فاشیسم متهم کنند.